# Justizvollzugsanstalt Gießen
Die Justizvollzugsanstalt Gießen ist eine Justizvollzugsanstalt an der Gutfleischstraße 2 A in Gießen. Sie besteht aus zwei Abteilungen für den geschlossenen und für den offenen Vollzug.
Sie war bis 1995 die Außenstelle der JVA Butzbach und hat Platz für 128 Gefangene. Das benachbarte Wolfgang-Mittermaier-Haus für den offenen Vollzug hat 70 Plätze.
2016 nahm sich ein Tatverdächtiger eines Mordes das Leben, 2017 der Tatverdächtige einer Brandstiftung.